# Lars "Laxen" Axelsson
Lars "Laxen" Axelsson, född 1961, är en svensk reklamman och direktör.
Axelsson praktiserade på amerikanska Cato Johnsson under gymnasietiden. Från 1983 utbildade han sig på Berghs och fick praktik och senare anställning på Nordisk Annonsbyrå. Han arbetade på Kreab 1985-1987 och för Ogilvy 2 från 1987.
År 1993 kom han till Lowe Brindfors, då Sveriges största reklambyrå. Axelsson blev vd för Lowe Brindfors år 2000. I september 2002 rekryterades medieprofilen Joachim Berner som ny vd för reklambyrån. Axelsson blev då kundansvarig. Berners tid som vd blev kort när han istället gjorde ett försök att bli vd för Sveriges Radio efter mindre än ett år. Axelsson blev då åter vd. Den 6 februari 2006 lämnade han Brindfors efter tretton år på byrån.
Senare under 2006 gick han över till konkurrenten DDB Stockholm för att bli kundansvarig.
I augusti 2010 blev han vd för designbyrån Brand Union Stockholm. Han slutade på Brand Union den 30 april 2015.
I november 2015 blev han marknadsdirektör för Telia Company. I december 2017 blev han istället varumärkesansvarig inom Teliakoncernen.